# NGC 3835
NGC 3835 est une galaxie spirale située dans la constellation de la Grande Ourse. NGC 3835 a été découverte par l'astronome britannique John Herschel en 1831.

## Caractéristiques
La classe de luminosité de NGC 3835 est I-II et elle présente une large raie HI.

### Distance
Sa vitesse par rapport au fond diffus cosmologique est de2 586 ± 10 km/s, ce qui correspond à une distance de Hubble de 38,1 ± 2,7 Mpc (∼124 millions d'al).
À ce jour, neuf mesures non basées sur le décalage vers le rouge (redshift) donnent une distance de 47,489 ± 4,110 Mpc (∼155 millions d'al), ce qui est tout juste à l'extérieur des valeurs de la distance de Hubble. Notons cependant que c'est avec la valeur moyenne des mesures indépendantes, lorsqu'elles existent, que la base de données NASA/IPAC calcule le diamètre d'une galaxie et qu'en conséquence le diamètre de NGC 3835 pourrait être d'environ 25,5 kpc (∼83 200 al) si on utilisait la distance de Hubble pour le calculer.

### Galaxie de Seyfert
Selon la base de données Simbad, NGC 3835 est une galaxie de Seyfert de type 2.